# Kommuner i Andalusien

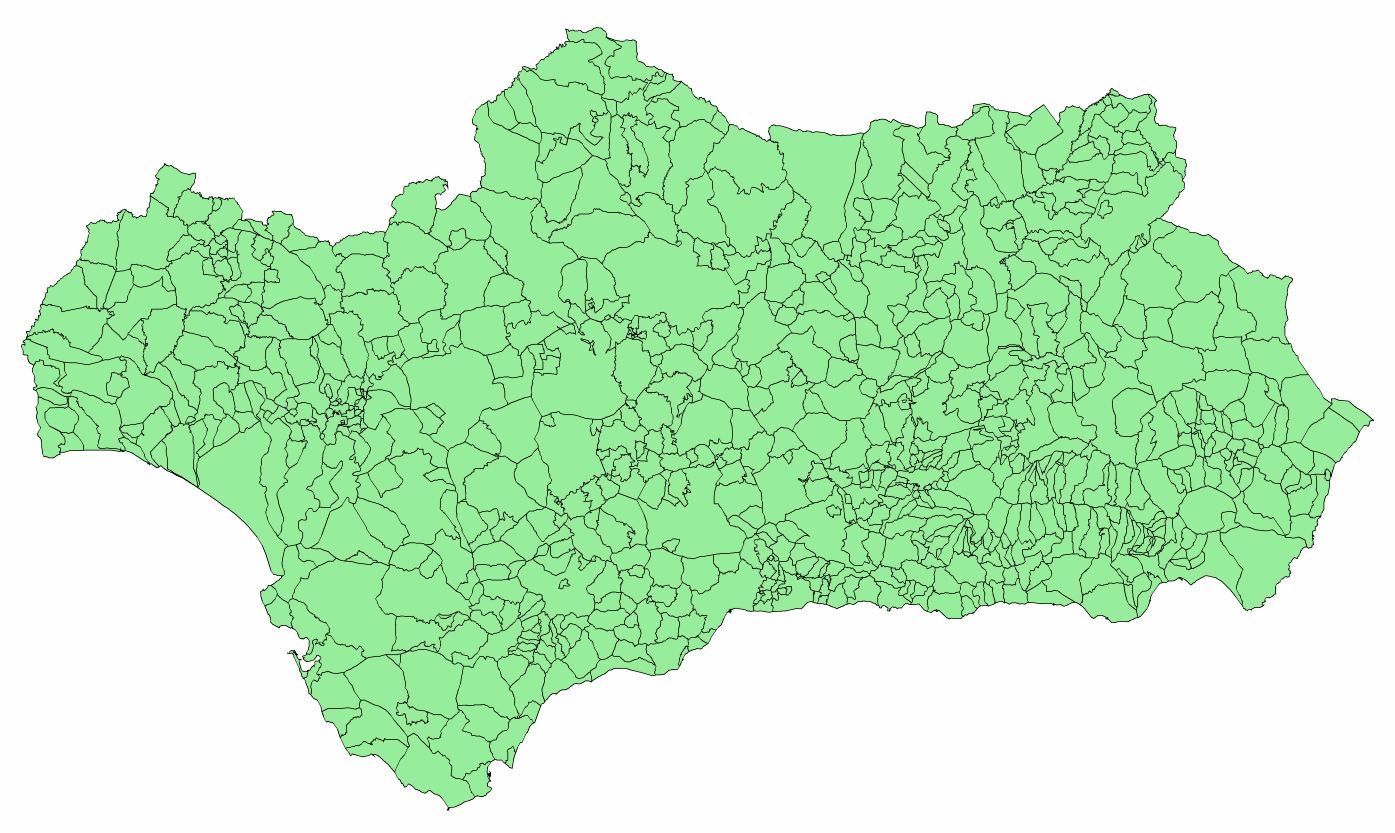
Karta över kommuner i Andalusien (Spanien), 2003.

Kommunerna i Andalusien är 771 till antalet. De fördelar sig på åtta provinser:
- Kommuner i Almeríaprovinsen (102 kommuner)
- Kommuner i Cádizprovinsen (44 kommuner)
- Kommuner i Córdobaprovinsen (75 kommuner)
- Kommuner i Granadaprovinsen (168 kommuner)
- Kommuner i Huelvaprovinsen (79 kommuner)
- Kommuner i Jaénprovinsen (97 municipios)
- Kommuner i Málagaprovinsen (101 kommuner)
- Kommuner i Sevillaprovinsen (105 kommuner)